# Denis Monière
Denis Monière (né le 21 juin 1947 à Saint-Jean-sur-Richelieu) est un politologue, un professeur retraité et un essayiste québécois. 

## Biographie
Il a étudié au collège Sainte-Marie de Montréal et à l'Université d'Ottawa avant d'obtenir son doctorat en science politique de l'Université Paris 1 Panthéon-Sorbonne, en 1974. 
Militant au sein du Rassemblement pour l'indépendance nationale et du Parti québécois. Il a enseigné à l'Université d'Ottawa de 1973 à 1978 puis à l'Université de Montréal jusqu'à sa retraite en 2012. En 1983 il fonde son propre parti, le Parti nationaliste du Québec qui présente 75 candidats aux élections fédérales de 1984. À la suite du virage idéologique du Parti québécois qui abandonne son option en 1985, il fonde un autre parti sur la scène québécoise, le Parti indépendantiste. Il a été président de l'Union des écrivains québécois, vice-président de la Société québécoise de science politique, Président de la Ligue d'action nationale (2005-2019), Président de la Société du patrimoine politique du Québec (2004-2017).
Il a été professeur titulaire au Département de science politique à l'Université de Montréal où il s'est spécialisé dans l'analyse des discours politique et les idéologies politiques.
Le 2 avril 2012, il annonce qu'il sera candidat du parti Option nationale, un parti souverainiste dirigé par le député de Nicolet-Yamaska, Jean-Martin Aussant. Denis Monière est candidat dans la circonscription de Sainte-Marie-Saint-Jacques à l'élection générale du 4 septembre 2012; il est alors défait par Daniel Breton.
Le fonds d’archives Denis Monière est conservé au centre d’archives de Montréal de Bibliothèque et Archives nationales du Québec.

## Ouvrages publiés
- Critique épistémologique de l'analyse systémique de David Easton : essai sur le rapport entre théorie et idéologie, 1976
- Le développement des idéologies au Québec : des origines à nos jours, 1977.
- Les enjeux du référendum, 1979
- Pour la suite de l'histoire : essai sur la conjoncture politique au Québec, 1982
- "André Laurendeau et le destin d'un peuple", 1983.
- Introduction aux théories politiques, 1987.
- Ludger Duvernay et la révolution intellectuelle au Bas-Canada, 1987.
- Le discours électoral: les politiciens sont-ils fiables ?, 1988
- L'indépendance. Essai, 1992.
- L'année politique au Québec 1997-1998, 1997
- Pour comprendre le nationalisme au Québec et ailleurs, 2001
- Internet et démocratie, 2002
- Le développement de la pensée de gauche au Québec dans trois revues : Cité Libre, Socialisme, Parti pris, 2003
- L'Indépendance, 2005
- Les mots qui nous gouvernent. Le discours des premiers ministres québécois: 1960-2005, Monière-Wollank, 2008.
- Histoire intellectuelle de l'indépendantisme, avec Robert Comeau et Charles-Philippe Courtois, 2010
- Quatre saisons dans la vie de Marcel Masse, Regard sur l'évolution du Québec contemporain, Québec, Septentrion, avec Jean-François Simard et Robert Comeau, éd., 2015
- Pourquoi le Québec n'est pas encore libre. Une brève histoire du mouvement indépendantiste, vlb éditeur, 2021

## Revues et journaux
- L'Action nationale
- Le Devoir
- Politique
- Revue canadienne de science politique
- Revue d'histoire de l'Amérique française
- Vigile.net

## Honneurs
- Prix du Gouverneur général : études et essais de langue française, 1977
- Grand Prix littéraire de la Ville de Montréal, Le Développement des idéologies au Québec, 1977
- Prix du livre politique de l'Assemblée nationale du Québec pour Les mots qui nous gouvernent, 2008
- Médaille de l'Assemblée nationale, 2009[3]
- Récipiendaires des Palmes académiques remises par le gouvernement français, 2014.